# Rudolf Martin (Anthropologe)

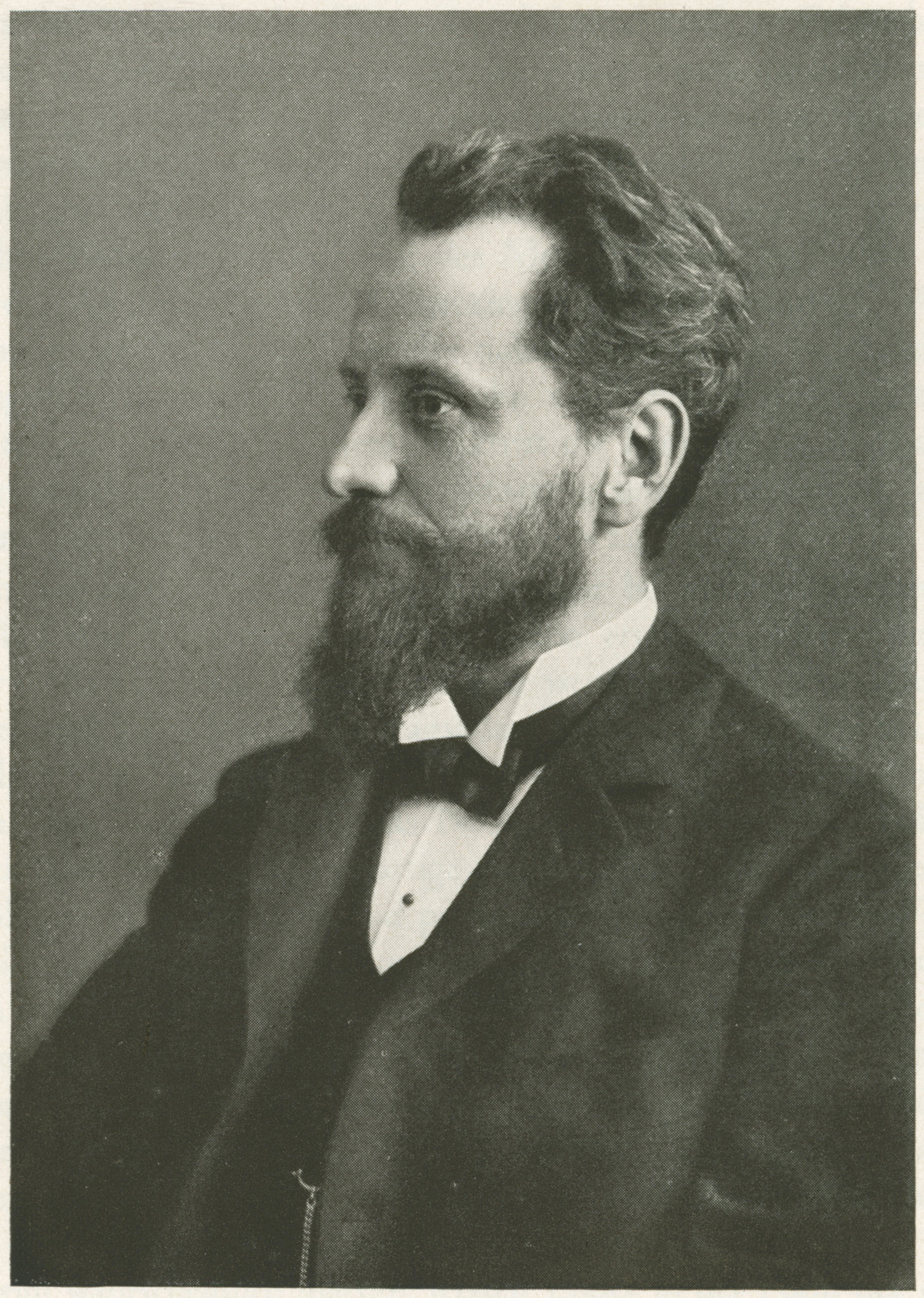
Rudolf Martin

Konrad Louis Rudolf Martin (geboren 1. Juli 1864 in Zürich; gestorben 11. Juli 1925 in München) war ein schweizerisch-deutscher Anthropologe und Ethnograph, der sich als Fachmann auf dem Gebiet der Physischen Anthropologie auszeichnete und laut Brockhaus der 1930er Jahre die „Anthropologie in systematischem Aufbau als akademisches Fach vervollkommnete“.

## Leben
Rudolf Martin wurde 1864 als Kind eines Vaters aus Württemberg und einer Mutter aus Baden in Zürich geboren. Er begann zunächst ein Jurastudium in Freiburg im Breisgau, beschäftigte sich dann mit philosophischen Studien, bevor er sich der Anthropologie zuwandte. Seine Dissertation unter dem Thema Kants philosophische Anschauungen in den Jahren 1762–1766 schrieb er 1887 bei Alois Riehl (1844–1924), einem Vertreter des Neukantianismus an der Philosophischen Fakultät der Freiburger Universität. In den Jahren 1887–1890 besuchte Martin „fast alle anthropologischen Sammlungen in Europa“ (H. Schadewald). In Paris verbrachte er längere Zeit an der École d’anthropologie. Nach seiner Rückkehr nach Zürich wurde Martin Assistent von Auguste Forel (1848–1931). 1897 bereiste er die Malaiische Halbinsel. Er habilitierte sich 1891 in Zürich und wurde 1899 außerordentlicher, 1905 ordentlicher Professor für Anthropologie in Zürich, der erste Lehrstuhlinhaber für das Fach Anthropologie an der Universität Zürich. Als Nachfolger von Otto Stoll (1888–1899) war Rudolf Martin (1899–1911) Direktor des Völkerkundemuseums der Universität Zürich, ihm wiederum folgte Hans J. Wehrli (1911–1941).
1911 legte Martin seine Professur nieder, Gründe waren seine „angegriffene Gesundheit und die Möglichkeit, ohne Lehrverpflichtung forschen zu können“. Sein Nachfolger wurde Otto Schlaginhaufen. Von nun an arbeitete Martin als Privatgelehrter in Versailles an seinem Lehrbuch der Anthropologie in der systematischen Darstellung, das 1914 veröffentlicht wurde. Martin verfeinerte Paul Brocas (1824–1880) Methodologie für die anthropologische Forschung. Der Ausbruch des Ersten Weltkriegs überraschte Martin. Er musste die wissenschaftliche Sammlung und das persönliche Archiv in Frankreich verlassen und nach Deutschland gehen. Ab 1917 war er Professor der Universität München, wo er Direktor des Anthropologischen Instituts war. Auf diesen ersten eigenständigen Lehrstuhl Deutschlands für Anthropologie war 1886 Johannes Ranke berufen worden.

„Ученик Видерсгейма и Вейсмана, М. построил анализ антропологических признаков на базе сравнительной анатомии и один из первых ввел в науку о человеке данные современной генетики. Лично М. остался чуждым крайностям и извращениям этого течения, в которые впали нек-рые генетики и антропологи (Ленц, Шейдт, Гюнтер), разработавшие современное реакционное немецкое евгеническое учение. / dt. Als Student von Wiedersheim und Weismann baute M. eine Analyse anthropologischer Merkmale auf der Grundlage der vergleichenden Anatomie auf und war einer der ersten, der die Daten der modernen Genetik in die Wissenschaft des Menschen einführte. Persönlich blieb M. den Extremen und Verzerrungen dieser Tendenz fremd, in die bestimmte Genetiker und Anthropologen fielen (Lenz, Scheidt, Günther), die die moderne reaktionäre deutsche eugenische Doktrin entwickelten.“

„М. создал современную методику антропологических исследований, расширив и усовершенствовав ранее существующую методику П. Брока. Техника измерений черепа, костей и человеческого тела в целом, созданная М., и разработанный им инструментарий получили всеобщее признание. / dt. M. schuf eine moderne Methode der anthropologischen Forschung, erweiterte und verbesserte die zuvor bestehende Methode P. Brocas. Die von M. geschaffene Technik der Messung des Schädels, der Knochen und des menschlichen Körpers als Ganzes und die von ihm entwickelten Werkzeuge haben allgemein Anerkennung gefunden.“

Martin ist Verfasser einer Reihe von Arbeiten auf dem Gebiet der Anthropologie und der Ethnographie. Er führte anthropologische Untersuchungen zur Bevölkerung der Malaiischen Halbinsel durch und ist auch Verfasser von Arbeiten auf dem Gebiet der vergleichenden menschlichen Morphologie, wobei er als Kodifizierer morphometrischer Verfahren Bedeutung erlangte.
Das wichtigste seiner Werke ist sein Lehrbuch der Anthropologie (1. Auflage 1914, 2. Auflage 1928). Mit diesem mehrfach aufgelegten Lehrbuch prägte er das Fach für Generationen von Studenten. Er arbeitete weiter an der zweiten Ausgabe des Lehrbuchs. Im Jahr 1928, nach Martins Tod, sollte es in drei Bänden erscheinen, die Stephanie Oppenheim, Co-Autorin und zweite Ehefrau von Martin, vorbereitet hatte. 1956 erschien dann die dritte Ausgabe in vier Bänden, vorbereitet von Martins Schüler Karl Saller (1902–1969).
1924 gründete Rudolf Martin die Zeitschrift Anthropologischer Anzeiger für biologische und klinische Anthropologie, kurz darauf das Organ der am 3. August 1925 unter dem Vorsitz des deutschen „Rassenforschers“ und späteren Nationalsozialisten Eugen Fischer gegründeten Deutschen Gesellschaft für Physische Anthropologie. Fischer schrieb auch einen Nachruf auf Rudolf Martin.
Martin war unter anderem ein Förderer des deutsch-niederländischen Paläoanthropologen Ralph von Koenigswald.
Sein Nachfolger als Professor und Direktor des Anthropologischen Instituts der Ludwig-Maximilians-Universität München wurde sein Schüler Theodor Mollison.
Die Dinge seines Faches – d. h. der Physischen Anthropologie – hatten, wie der Ethnologe Klaus Volprecht in einem (nicht auf Rudolf Martin bezogenen) Interview anmerkt, „in der Vergangenheit eine große Rolle gespielt“, „mit denen [nun] aber kein Blumentopf mehr zu gewinnen war“.

## Grabstätte
Die Grabstätte von Rudolf Martin befindet sich auf dem Münchner Waldfriedhof (Grabnr. 136-W-4).

## Zitat
„Wesen und Aufgabe der Anthropologie“ skizziert Rudolf Martin am Anfang seines Lehrbuchs der Anthropologie (1. Auflage 1914) folgendermaßen:

„Die Anthropologie ist die Naturgeschichte der Hominiden in ihrer zeitlichen und räumlichen Ausdehnung. Damit ist festgelegt 1) daß die Anthropologie eine Gruppenwissenschaft ist und daß daher Menschliche Anatomie, Physiologie usw. als Individualwissenschaften aus ihrem Rahmen ausgeschlossen sind, 2) daß sie sich nur mit der Physis der Hominiden beschäftigt, und 3) daß sie den ganzen Formenkreis dieser zoologischen Gruppe ohne jede Einschränkung umfaßt. Die Anthropologie hat daher die Aufgabe, alle innerhalb der Hominiden vorkommenden ausgestorbenen und rezenten Formen hinsichtlich ihrer körperlichen Eigenschaften zu unterscheiden, zu charakterisieren und in ihrer geographischen Verbreitung zu untersuchen, zunächst gleichgültig, ob es sich dabei um Arten, Unterarten, Varietäten oder Typen handelt.“

## Publikationen
- Kants philosophische Anschauungen in den Jahren 1762–1766. 1887. (Dissertation). (Digitalisat).
- Zur physischen Anthropologie der Feuerländer. 1892. (Habilitationsschrift, 1892).
- Ziele und Methoden einer Rassenkunde der Schweiz. Druck von Emil Cotti, Zürich 1896.
- Anthropologie als Wissenschaft und Lehrfach: Eine akademische Antrittsrede. Gustav Fischer, Jena 1901.
- Die Inlandstämme der Malayischen Halbinsel; wissenschaftliche Ergebnisse einer Reise durch die Vereinigten malayischen Staaten. Gustav Fischer Verlag, Jena 1905.
- Richtlinien für Körpermessungen und deren statistische Verarbeitung: mit besonderer Berücksichtigung von Schülermessungen. J. F. Lehmann Verlag, München 1924.
- Richtlinien für Körpermessungen und deren statistische Verarbeitung: mit besonderer Berücksichtigung von Schülermessungen. J. Springer, Berlin 1925.
- Anthropometrie. Anleitung zu selbständigen anthropologischen Erhebungen und deren statistisch Verarbeitung. Julius Springer, Berlin 1925 (2. Aufl. 1929, Online-Teilansicht) – Eduard Dietrich; Adolf Gottstein; Arthur Schloßmann; Ludwig Teleky: Handbuch der sozialen Hygiene und Gesundheitsfürsorge. 5 Bände. Berlin 1925 (1926, 1927), auch als Sonderausgabe erschienen
- mit Karl Saller: Lehrbuch der Anthropologie, in systematischer Darstellung. 3., völlig umgearb. und erweiterte Aufl. von Karl Saller. Gustav Fischer Verlag, Stuttgart 1957–1964. (Digitalisat 1. A.). (Review von Eugen Fischer).

Zu den Messinstrumenten:
- Wissenschaftliche Messinstrumente für Anthropologie nach Prof. Dr. Rud. Martin und für Orthopädie nach Dr. Wilhelm Schulthess, P. Hermann (Firma); Martin, Rudolf, 1864–1925; Schulthess, Wilhelm, 1855–1917; P. Hermann (Firma) 1911 (Exemplar der Library des Bureau of American Ethnology, gestempelt am 8. Dezember 1915) *
- Georg von Neumayer (Hg.): Anleitung Zu Wissenschaftlichen Beobachtungen auf Reisen. 2012 (Online-Teilansicht)
- GPM Anthropologische Instrumente Fotos – dksh.com